# 이종근 (1968년)
이종근(李鍾根, 1968년 10월 16일~)은 대한민국의 제6대 부산광역시 부산진구의원이다. 부산광역시 부산진구 당감동 출신이다.

## 학력
- 가야국민학교 졸업
- 주례중학교 졸업
- 부산동고등학교 졸업
- 경성대학교 국어국문학과 학사 졸업
- 중앙대학교 행정대학원 복지행정학과 석사 졸업

### 비학위 수료
- 동의대학교 경영대학원 AMP과정 수료

## 경력
- 한겨레신문 한겨레21 부산지사 출판국 근무
- 2005.07 민주평화통일자문회의 자문위원
- 민주노동당 부산시당 부산진구 위원회 대외협력위원장
- 부산진구 친환경 급식운동 본부 공동대표
- 2008 부산광역시의회 후보
- 2010.07~2014.06 제6대 부산광역시 부산진구의회 의원
- 2010.07~2012.07 제6대 부산광역시 부산진구의회 전반기 사회도시위원회 위원
- 2012.07~2014.06 제6대 부산광역시 부산진구의회 후반기 행정자치위원회 부위원장
- 2014.03 동원초등학교 운영위원장
- 백양산 동천사랑 시민모임 사무국장
- 정신지체 장애인 시설 '어울림 일터' 기획이사

## 수상
- 2016 미네르바 신인상
- 2017 제1회 서귀포문학작품 전국 공모전 시부문 당선
- 2019 제2회 박종철 문학상 최우수상

## 역대 선거 결과
|  | 10.88% |

|  | 14.42% |

|  | 30.18% |

|  | 13.35% |